# Temple protestant de Saint-Dié-des-Vosges
Le Temple protestant de Saint-Dié-des-Vosges est un lieu de culte protestant situé au no 12 de la rue du Maréchal-Foch à Saint-Dié-des-Vosges. Construit en 1856 et profondément transformé un siècle plus tard, il abrite un ensemble remarquable de vitraux du XXe siècle.

## Histoire

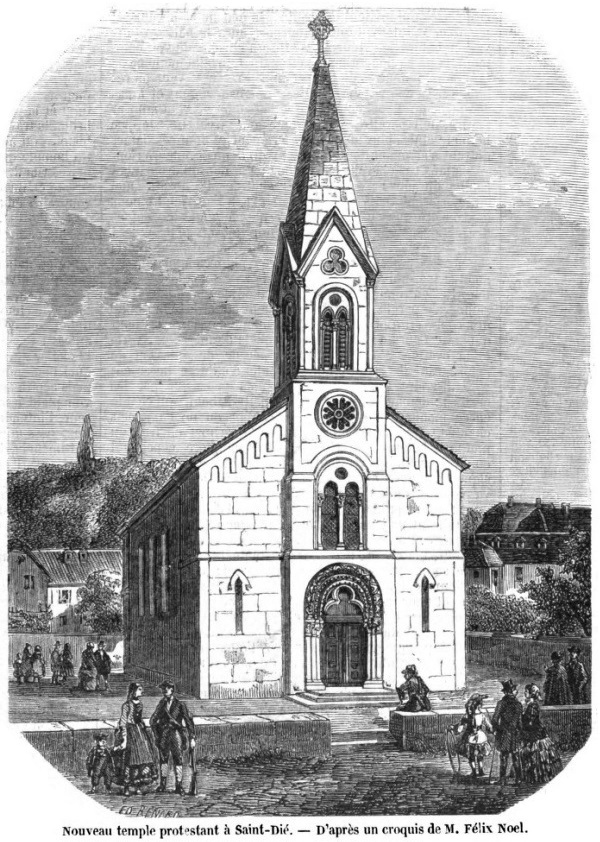
Le temple en 1856, gravure d'Édouard Renard d'après un croquis de Félix Noël publiée dans L'Illustration du 8 novembre 1856.

Avant l'édification du temple, les protestants déodatiens se réunissaient dans une ancienne salle d'école mise à leur disposition par la commune et située impasse Stanislas, dans un ancien couvent de Capucins. Inaugurée en 1837, elle avait remplacé l'oratoire ouvert en 1826 dans une maison de la rue Stanislas. La salle de l'impasse Stanislas étant devenue « trop étroite » puis « délabrée et humide », la construction d'un véritable temple était en projet dès le début des années 1840.
Construit dans un style néo-roman selon les plans d'Alphonse Bruyant, architecte départemental de l'arrondissement de Saint-Dié et architecte diocésain, le temple est inauguré le 21 septembre 1856. L'oratoire de l'impasse Stanislas est quant-à-lui transformé en synagogue entre 1858 et 1862.
Nécessités par les dégâts causés pendant la Seconde Guerre mondiale, des travaux sont menés en vue du centenaire du lieu de culte (1956) sous la direction de l'architecte suisse Roger Boillat puis poursuivis jusqu'au début des années 1970 sous l'impulsion du pasteur Pierre Valloton, lui-aussi d'origine suisse. La façade néo-romane est conservée mais l'intérieur est profondément réaménagé et agrandi au moyen de la destruction des deux étages de locaux communautaires qui étaient adossés au chœur. Ces derniers sont remplacés par une salle paroissiale abritée dans un nouveau bâtiment élevé du côté de la rue Carbonnar.
Appartenant à la commune, le temple est actuellement utilisé par l’Église protestante unie de Vosges-Meurthe, affectataire pour le culte réformé.

## Éléments remarquables
- Le vitrail néogothique du chœur de 1956, illustrant les sept miracles du Christ, porte la date de 1922. Initialement destiné à la cathédrale de Lausanne, ce vitrail de 5 mètres de hauteur est une réalisation des maîtres-verriers lausannois Alexis Guignard et Jean Schmit d'après un carton créé en 1920 par le peintre vaudois Louis Rivier[4].
- Les six baies latérales de la nef comportent un cycle de vitraux modernes illustrant les jours de la création. Ils portent la date de 1969 et ont été réalisés par le maître-verrier alsacien Ernest Werlé d'après les cartons de l'artiste franco-suisse Annie Vallotton, sœur du pasteur Pierre Valloton.
- L'orgue installé à l'angle du chœur et du mur nord est l’œuvre du pasteur Pierre Valloton.
- La fresque du Christ en gloire peinte à l'angle du chœur et du mur sud est l’œuvre d'Henri Lindegaard.